# Ceratosoma trilobatum
Ceratosoma trilobatum is een slakkensoort uit de familie van de Chromodorididae. De wetenschappelijke naam van de soort is voor het eerst geldig gepubliceerd in 1827 door J.E. Gray.